# Завера Розвел: Ванземаљци, митови и легенде
Завера Розвел: Ванземаљци, митови и легенде је америчка анимирана серија која се оригинално емитовала од 27. августа 1999. године до 3. јуна 2000. године на каналу БКН, синдикалном програмском блоку за цртаће. Серија се бави ванземаљцима који живе међу људима годинама, а неки од ванземаљаца су познати из митова или легенда (вампири и ликантропи (вукодлаци). У Србији и Црној Гори се емитовала на Каналу Д, синхронизована на српски језик. Синхронизацију је радио сам Канал Д, а са енглеског је превела Сандра Гагић.
За потребу ДВД издања Змекс је урадио своју синхронизацију за првих 5 епизода.

## Радња
У серији, догађај са НЛО-ом у Розвелу је део теорије завере. Све су заташкали људи да отерају пажњу за истином. Неидентификовани летећи објекат је био реквизит, тела малих сиво-зелених људи лутке, сведоци несреће биљке и истражитељи ваздухопловства. У ствари, цела сенка око Области 51 је била одвраћање пажње од чињенице да су ванземаљци слетели одавно и било је познатих догађаја за жељом за напад и/или уништавање људског рода.
Ови познати догађаји могу да се нађу у предањима или митовима који су толико чудни и у којима учествују ванземаљци, као што су: вампири, ликантропи (вукодлаци), баншији, зли духови итд. Док људи настављају да истражују Индустријско доба, напади се изгледа смањују, али однедавно поново расту. 
Прича почиње када Ник Логан, ловац на награде, буде увучен у лов за који мисли да је редован лов на награде, али ствари не остају редовне још дуго. Када његов следећи лов на награде испадне необична девојка, он се ускоро налази умешан у нешто невероватно нечувено, али такође могуће задовољавајуће. Постоје ванземаљци око нас, а он учествује у заштити Земље. Нове околности би, такође, могле да му помогну да открије истину око нестанка његовог биолошког оца. Одгајио га је и тренирао очух и Ник је један од неколико људи са урођеним видом да види ванземаљце ако су у телу човека. Ова способност му даје јединствену предност. Временом је открио да су и његов деда и отац имали тај дар.
Ник завршава у екипи са Шлејн Блејз, враголастом банши која жели мир између људи и њене врсте. Њих двоје заједно постају агенти Џејмса Ринакера, тренутног извршног човека у Алијанси, међународној агенцији задуженој за чување тајне од јавности и хватање ванземаљаца због спречавања још агресивних напада на људски род.

## Ликови

### Главни ликови
Николас "Ник" Логан (Скот МекНил)Бивши ловац на награде, сада најновији агент Алијансе и део дивизије за детекцију. Логанов отац, Волтер, је нестао током необјашњене ванземаљске посете у Розвелу, у Новом Мексику, а Ников деда је био један од оригиналних чланова алијансе. Ника је одгајао очух и никад није сазнао да су њихове "игре" тајни тренинг за борбу против ванземаљаца. Ник има способност да види све ванземаљце и кад су у телу човека, сем шадоена. Ник је враголаст у Алијанси и понекад не прати наређења и ради на своју руку. Ник је провео већину серије тражећи отетог очуха и тражећи информације о нестанку оца.
Шлејн Блејз (Џенис Џод)Члан баншија, расе ванземаљаца који су слетели на Британско острво око 527. године пре нове ере. Она, по природи, има способност да превиди када ће неко да умре. Може из руку да испаљује енергију. Она је била мета краљице Маб. Постала је нови члан Алијансе и Ников партнер. Како серија напредује јасно је да су Ник и Шлејн развили везу. Она је изградила физичку везу са Ником када му је открила изгубљена сећања. На крају се помирила са краљицом Маб.
Генерал Џејмс Ринакер (Алекс Захара)Глава Алијансе и извршни одговорни за исценирање Розвелског инцидента. Ринакер је задужен да штити људе од ванземаљаца међу њима и да заштити тајну Алијансе по сваку цену. Током серије Ринакеров циљ је да избрише све ванземаљце и тиме ствара неријатеље у Алијанси. Према крају серије откривено је да је правог Ринакера убио шадоен Врат '46. и апсорговао његово биолошко ткиво и репликовао своју ДНК. Врат је преузео контролу бродова када је брод његовог претпостављеног Кила упао у заседу и потценио људе и они га уништили. Врат је убијен када је шадоенске бродове уништила ЕМП бомба.
Џеферсон Трублад (Ричард Њумен)Шериф у Розвелу. Он је вођа Почетног тима и Ринакерова десна рука. Врло је вешт у борби и коришћењу оружја. Трубладов отац је био један од оригиналних чланова Алијансе. Трублад је постао вођа свог племена када су брата његовог деде убили ликантропи у покушају да завладају још једном расом, Качина. Трублад се бори часно и нормално поштује Ринакера, али и узима ствар у своје рука када мисли да Ринакерова наређења ризикују животе других. Ринакерови поступци су довели до тога да Трублад престане да верује генералу и онда је украо ликантропску ЕМП бомбу и пренео је у пећину вида близу свог родног краја у Аризони. Када је Ринакер открио да је шадоен, Трулад је упао када се овај спремао да убије Ника и жртвовао се да би омогућио Нику да побегне.
Нема Перера (Шефрон Хендерсон)Регрутована из Египатске Националне Безбедности. Она је специјалиста за оружја чији је партнер Фиц из Детаљне јединице. Врло логична и практична са довољно смисла за хумор да парира Фицу током партнерства. Током серије се заљубила у Фица. У епизоди "Отац терора", када у она, Фиц, Ник и Шлејн ишли по задатку у Египат, она је упознала Фица са својим родитељима.
Сајмон "Фиц" Фицпатрик (Питер Келамис)Бивши агент ЦИА-е са дивљим умишљањем и способношћу да увери било кога у било шта. Фицов задатак у Детаљној јединици је заташкавање било каквиг доказа ванземаљске активности или постојања ванземаљаца. Упркос послу није довољно обучен за борбу. Током серије је почео да се забавља са својом партнерком Немом.

### Оперативци алијансе
Ти-ЈетЧувар међу Јетијима. Он је одговоран за сигурност његовог народа и заштиту њиховог највреднијег поседа од других ванземаљаца. На крају је постао агент Алијансе и најбољи пријатељ Нику.
Гђа. Смит-ХајсенОна је веза између Алијансе и владе и понаша се као да је директор, али не надређени генералу Ринакеру. Она је прва открила шадоенски инвазију која иде ка Земљи, али ју је упуцао Ринакер пре него што је покушао да побегне. У последњој епизоди се види да је преживела напад.
Конг ЛингАгент у Алијанси жељан моћи и пажње. Привремено је делио контролу свог тела са воданом Бабулом, што је увећало његове способности међу њудским родом. Бабул и Линг су почели да поштују један другог и да се понашају као тим. Бабул је преузео контролу над Лингом да би помогао воданима да преузму контролу над бункером, али жалећи за својим поступцима, Бабула се жртвовао да уништи водане и помогне Лингу да преживи.
Доријан ВајрикБивши војник и близак пријатељ Трубладу. Он је добар војник и одан агент Алијанси. Спасио је гђу. Смит-Хајсен након што ју је упуцао Ринакер када је открила шадоенску инвазију да прилази Земљи. Он је такође био у тиму који је открио ЕМП бомбу, коју је у пећини вида оставио Трублад.
Професор Антонио АласканоГлавни у научном одељењу које развија оружје, справице и возила која користи Алијанса. По говору би се рекло да је италијан.
Докторка Марина ПетровићПатолог у Алијанси и ексцентрична жена која има задатак да искорени ванземаљске вирусе и да пронађе противотрове за вемпирске отрове. Она је једина српкиња у Алијанси.
Делфин ТабадаЈедан од најоданијих људи Ринакери. Пргави војник и стручњак за непријатељска мучења који је задужен да буде главни на нивоу Омега.

### Ванземаљци
Краљица Маб (Шефрон Хендерсон)Вођа банши клана. Скоро мета Ринакеру. Уверена је да њени људи треба да преживе и остану на Земљи. Маб је протерала Шлејн из клана јер се придружила Алијанси и такође је прогласила издајницом и метом. Свађа између Алијансе и баншија доводи Маб да ослободи два ратника Минотаура - технолошке расе које су заробиле бенши - да убије Шлејн, али прекинуо их је Ник. На крају је опростила Шлејн и поново је примила у банши сестринство.
Рак (Скот МекНил)Ликантропски вођа. Неопевани лажов, који је искористио прилику и наставио рат са Јетијима. Његов једини род му је син Атос, са којим се не слаже добро, забог Атосовог изгледа и идеологије. Рак је био непријатељ Алијансе током серија, али на крају је постао један од њених највећих хероја када је погинуо борећи се против шадоена на страни Алијансе.
АтосНакон што му је мајка умрла на порођају због Алијансиног анти-ликантропске акције. Одгајили су га Ник и Шлејн. Иако је по природи ликантроп он у њудском облику личи на Ника јер је тај изглед покупио из детињства. Атос је развио очински однос са Ником. Када је сазнала да Ник и Логан имају ликантропа, АЛијанса је отела Атоса због проучавања и онда се посвађала са Ником. Као резултат тога Атос се вратио код свог правог оца, Рака. Атос је један од ликантропа у серији који не желе рат, исто као и Кара, његова покојна мајка, која је пожелела да се он придружи Савезу.
Ханек (Дејв Вилсон)Вођа вампира и вампирске породице. Воли да калкулише и екстремно је амбициозан. На десном оку које је ослепљено им ожиљак. То је настало у покушају да га Валора, други вампир, убије. Ханека је убио Ник Логан када је покушао да искористи животну енергију баншија за телепортовање. Његов ађутант Дорн је преузео вођство Интракома.
Дорн (Ли Токар)Он је био задужен да помогне Алијанси да ухвати Валору. Постао је Ханеков ађутант и преузео је Интраком након што је Ханек убијен. Његова воља за покоравањем света нија толико јака као Ханекова, што му је омогућило да размисли о могућности о стварању Алијансе са свим ванземаљским расама, укључујући и баншије.
Чоф (Ричард Њумен)Голем који је постао вођа Савеза након Као Линове смрти током Алијанине рације. Касније је покушао да доведе Атоса у Савез по жељи његове мајке. Он је мозак који стоји иза идеје да се све ванземаљске расе (вампири, ликантропи, баншији...) удруже против Алијансе. Он је командовао ванземаљским бродом који је требало да нападне бункер. Зауставио је напада пре него што је стигао до Алијанса када је видео да је Волтер Логан жив. Касније је био у тиму који се инфилтрирао у шадоенски командни брод.
ВалораВампирска научница која се одвојила од Ханека. Скоро да је успела да преузме Интраком када је искомбиновала своју генетску структуру са Шлејнином. Као банши вампир успела да емитује пројектиле и није била осетљива на сунце. Ухапсила ју је Алијанса након што је изгубила моћи. Валора је била међу ванземаљцима које је ослободио Трублад кратко пре него што је бункер експлодирао.
Барон СамедиОн је вођа водана. Његва мисија је да искористи људска тела за зомбифирање. Користио је своје минијатуре да би покрено инвазију на људе. Када је заробљен у хидрогенском замаривачу у бункеру, Агаза и Бабул су успели да га ослободе преоптерећући Алијансин систем за хлађење и грејање. Убијен је када је Бабул открио да високе фреквенције могу да убију водане, што је омогућило Шлејн да искористи свој банши врисак.
АгазаОна је Самдијева есна рука и хуманид у телу пантера. Побегла је из бункера пре него што је Шлејн искористила свој банши врисак. Покушала је да покрене воданску активност преко хемијске биљке, али ју је ухватила и заробила Алијанса.
БабулВодан који дели тело са Конгом Лингом. Док је радио у Лингу да би се инфилтрирао у бункер почео је да разуме људску савест. Ово му је поставило питање вере у водане и на крају је издао свој народ. Открио је да су водани слаби на хиперсоничне звуке и умро је међу осталим воданима када је Шлејн пустила свој банши врисак.
Су-АкБио је вођа и чувар сасквоча. Надјачао га је Ти-Јет током борбе у ликантропском броду. Касније је издао Ти-Јета пштајући ликантропе да га убију, али то се завршило убиством остатка сасквоча. Окривио је Ти-Јета за трагедију, али је схваио да је он изавао трагедију своје расе и убио се скочивши у водопад.
ЧупакабраВампирски агент по имену Даворак који је угризао лажног Ринакера (који се представљао као Волтер Логан '79. у покушају да смести Алијанси бомбардовање сигурне куће Савеза). Физички је мутирао у чупакабру његов разум је умањен. Моли се и живи у лагеру и користи свој отров против животињских напада Интракомових људи који покушавају да униште кишну шуму. Када га је нашао Ник Логан покушао је да открије информције о шадоенској инвазији, али га је убио Ринакер, користећи Интракомов брод да смести вампирима, пре него што је успео.
ПегаПега је ванземаљац кога су отели вампири са Сунца и довели на земљу вековима раније. На крају је успео да побегне и закопао се у Земљину кору и вратио се због недавних догађаја са нуклаерним биљкама. Пега је изазвао катастрофу у Чернобиљу. Шлејн је разумеа његову забринутост и заштитила га. Ринакер је дозволио Пеги да остане у бункеру и да смири фузиони реактор. Пега се жртвовао да стабилизује реактор када га је Ринакер подесио да експлодира и замало убио Ринакера.
Као ЛинПрепланули ванземаљац сиве коже са Азијским мотивима. Био је вођа Савеза. Борио се са особљем и био је свестан да се неко представио као Волтер Логан када је Савез нападнут '79. Изгубио је живот борећи се против Алијансиних оперативаца да би Ник и остатак Савеза побегли када га је у току борбе Трублад упуцао у леђа. Још један ванземаљац као он је виђен у претпоследњој епизоди.
ТрибунВанземаљац који је посетио Земљу у време древне Грчке. Вратио са на Земљу да би открио Заверу Розвел дајући диск са подацима новинару Карлу МекГавину који би просветлио људску расу. Његове планове је пресрела Алијанса, а Ник је преиспитивао Ринакерове поступке против Трибуна. Ринакер је заробио Трибуна, јер он зна његов прави идентитет. Трибун је међу ванземаљцима које је ослободио Трублад пре него што је бункер експлодирао. Дао је новој Алијанси детаљне информације о моћи шадоенске повезане формације.
КилКомандир шадоенске летеће флоте. Његов ађутант Врат га је случајно натерао да потцени људе, што је довело до тога да влада одбије Килове захтеве и лансира нуклаерно оружје у свемир. Кил је убијен када је улетео у заседу где су га убили Рак и Нејтан.
ВратВрат је ађутант командира Кила. Дошао је на земљу '46. и убио превог генерала Ринакера и узео његово тело и репликовао своју ДНК. У епизоди Завера је откривена је откривен. У епизоди Суочавање је побегао у свемир код шадоена и тамо је погинуо (епизода Одбројани дани -II део-) када је ЕМП бомба уништила све шадоене јер он није стигао да одвоји повезану формацију.

### Никова породица и пријатељи
Нејтан БојерКада је прави Волтер Логен нестао '79., Ринакер се обратион Нејту да се претвара да је Волтер Логан. Заволео је Ника као да му је рођени син и без Ринакеровог знања индиректно је научио Ника да се бори против ванземаљаца као што су ликантропи и вампири. Када је ник одрастао Нејт се пензионисао као агент и наставио да се представља као Волтер Логан и примљен је у старачки дом због проблема са срцем. Када је Никово памћење почело да се враћа Нејт је открио да му је он у ствари очух. Убрзо након тога Интраком отима Нејта. Ника је провео већину серије тражећи Нејта, проналазећи га и губећи неколико пута. Када је нова Алијанса оформљена да брани Земљу од шадоенске инвазије Нејт се извинио Волтеру зато што се претварао да је он Радећи на Ринакерову руку. Жалећи због својих поступака заједно са Раком се жртвовао да би уништио шадоенско главно оружје.
КрекерОн је ников близак пријатељ и доушник из дана када је био ловац на награде. Врло је вешт хакер и врло је користан као човек за не-Алијансине информације.
Волтер ЛоганОтац Ника Логана и неко са знањен изнутра о Алијанси. Такође је и проналазач Савеза и желео је да рудски род у миру живи са ванземаљским расама. Отео га је шадоен који је био у телу генерала Ринакера и ставио у хидрогенску капсулу у нивоу Омега у Алијансином максимално заштићеном затвору на Бикина Атолсу. Касније га је ослободио син Ник и онда бива кључни човек нове Алијансе између људи и ванземаљаца.

## Епизоде
| |                              |  |  |  |  |  |
| 1 | Мамац -I део-                |  |  |  |  |  |
| Ловац на награде Ник Логан постаје увучен у заверу која укључује његовог оца Волтера, ванземаљске расе и мистериозну жену по имену Шлејн Блејз.        |                              |  |  |  |  |  |
| 2 | Мамац -II део-               |  |  |  |  |  |
| Ник и Шлејн стижу у Алијансу и постају агенти. |                              |  |  |  |  |  |
| 3 | Повлачење са планине         |  |  |  |  |  |
| Алијанса се удружује са ликантропским вођом Раком да би пронашла нешто на Хималајима.                                                                  |                              |  |  |  |  |  |
| 4 | Проблематична прошлост       |  |  |  |  |  |
| Ник започиње потрагу за истином о свом оцу када му очух нестаје.                                                                                       |                              |  |  |  |  |  |
| 5 | Миротворац                   |  |  |  |  |  |
| ник и Шлејн покушавају да убеде потенцијално доброг ликантропа да се придружи Алијанси.                                                                |                              |  |  |  |  |  |
| 6 | Прилика за снежног човека    |  |  |  |  |  |
| Ти-Јет је једини који може да спаси ликантропе, али након годиња робовања, могу ли Ник и Шлејн да га убеде у то?                                       |                              |  |  |  |  |  |
| 7 | Розвелски инцидент           |  |  |  |  |  |
| Ринакер се сећа оригиналне владине умешаности у ванземаљску заверу и почетак Алијансе.                                                                 |                              |  |  |  |  |  |
| 8 | Укрштени сој                 |  |  |  |  |  |
| Неколико цивила су убила непозната створења. Нику је партнерка др. Марина Петровић у истрази.                                                          |                              |  |  |  |  |  |
| 9 | Ловци на награде             |  |  |  |  |  |
| Шлејн одлази на одсуство након ноћне море о Никовој судбини.                                                                                           |                              |  |  |  |  |  |
| 10 | Чупакабра                    |  |  |  |  |  |
| Ринакер помаже Нику и Шлејн да истраже догађаје о Ел Чупакабри у Амазонској кишној шуми.                                                               |                              |  |  |  |  |  |
| 11 | Одбројавање                  |  |  |  |  |  |
| Шлејн постаје мука када буде одвојена од придоре предуго и има очајну ноћну мору о смрти свих из Алијансе.                                             |                              |  |  |  |  |  |
| 12 | Водански устанак             |  |  |  |  |  |
| Трублад, Шлејн и Нема су у потрази за Фицом и Ником након што се њихов брод срушио у урагану на Хаитију.                                               |                              |  |  |  |  |  |
| 13 | Савез -I део-                |  |  |  |  |  |
| Док је у потрази за истином о свом оцу Ник проналази групу ванземаљаца и почиње да преиспитује своју улогу у Алијанси.                                 |                              |  |  |  |  |  |
| 14 | Савез -II део-               |  |  |  |  |  |
| Нику се у спашавању групе ванземаљаца придружује Шлејн док их Алијанса гони.                                                                           |                              |  |  |  |  |  |
| 15 | Краљица Баншија -I део-      |  |  |  |  |  |
| Након што је краљица Маб нестала, Шлејн је принуђена да преузме трон и предводи клан у освети за краљицу Маб.                                          |                              |  |  |  |  |  |
| 16 | Краљица Баншија -II део-     |  |  |  |  |  |
| Након што је Алијанса ослободила краљицу Маб из руку вампира Шлејн се вратила у Алијансу.                                                              |                              |  |  |  |  |  |
| 17 | Партнерство                  |  |  |  |  |  |
| Нику је партнер Фиц у мисији на тајном задатку у Фицовом родном граду где вампири треба да одрже конференцију.                                         |                              |  |  |  |  |  |
| 18 | Штене                        |  |  |  |  |  |
| Ник и Шлејн привремено усвајају бебу ликантропа након што му мајка умре на порођају.                                                                   |                              |  |  |  |  |  |
| 19 | Летећи тањири падају         |  |  |  |  |  |
| НЛО се срушио близу предавања о Новинарским наградама, а Ник, Шлејн, Фиц и Нема раде брзо да би заташкали истину од медијских очију.                   |                              |  |  |  |  |  |
| 20 | Последњи сасквоч             |  |  |  |  |  |
| Ти-Јет се сећа времена када је био роб на ликантропском броду и сусреће са старим познаником, Су-Аком.                                                 |                              |  |  |  |  |  |
| 21 | Крекерџек                    |  |  |  |  |  |
| Шлејн креће у потрагу за Ником након што га је отела група ликантропа.                                                                                 |                              |  |  |  |  |  |
| 22 | Штагод, Фиц                  |  |  |  |  |  |
| Након што је Ник сломио ногу у току лова на бившег члана Јакуза, Фиц постаје партнер Шлејн у борби против групе онија.                                 |                              |  |  |  |  |  |
| 23 | Бесни вампир                 |  |  |  |  |  |
| Током борбе Валора је случајно угризл Шлејн за руку и постала је заинтересована за потенцијалну банши животну снагу.                                   |                              |  |  |  |  |  |
| 24 | Област 51                    |  |  |  |  |  |
| Ник, Шлеј, Фиц и Нема крећу на тајни задатак у Област 51 након што се Ти-Јетов летећи тањир срушио.                                                    |                              |  |  |  |  |  |
| 25 | Обрачун -I део-              |  |  |  |  |  |
| Волтера Логана је отео Ханек и Ник иде у соло мисију да га спасе, а Шлејн одлази у свој клан да се обрати за помоћ.                                    |                              |  |  |  |  |  |
| 26 | Обрачун -II део-             |  |  |  |  |  |
| Банши су кренуле ка Ханековој бази да спасу Ника и Волтера, али не схватају да упадају право у Ханекову замку.                                         |                              |  |  |  |  |  |
| 27 | Пега                         |  |  |  |  |  |
| Након што Фиц пронађе Волтера Логана, Ник и Шлејн крећу у мисију да га спасу.                                                                          |                              |  |  |  |  |  |
| 28 | Кад су гиганти ходали Земљом |  |  |  |  |  |
| Група археолога је пробудила гиганта који и није много заинтересован за Земљу у срцу.                                                                  |                              |  |  |  |  |  |
| 29 | Отац терора                  |  |  |  |  |  |
| Ник, Шлејн, Фиц и Нема истражују неке вампирске нападе у Каиру у Египту. Док су тамо, Нема планира да упозна Фица са својим родитељима.                |                              |  |  |  |  |  |
| 30 | Звер изнутра                 |  |  |  |  |  |
| Агент Линг, љубоморан на никову способност да види чудовишта у правој форми, пада у руке Воданима.                                                     |                              |  |  |  |  |  |
| 31 | Мета: Херој                  |  |  |  |  |  |
| Моћан ванземаљац по имену Џерик долази на Земљу да упозори људе о долазећој ванземаљској инвазији.                                                     |                              |  |  |  |  |  |
| 32 | Водани међу нама             |  |  |  |  |  |
| Водани користе Лингову и Бабулову сибиозу да провале у бункер.                                                                                         |                              |  |  |  |  |  |
| 33 | Киша                         |  |  |  |  |  |
| Трублад је позван у свој родни град због качине. |                              |  |  |  |  |  |
| 34 | Ђаво изнутра                 |  |  |  |  |  |
| Два ванземаљца су побегла из Алијансиног максимално обезбеђеног затвора.                                                                               |                              |  |  |  |  |  |
| 35 | Преокрет                     |  |  |  |  |  |
| Бункер Алијансе је у озбиљној опасности да га открије јавност.                                                                                         |                              |  |  |  |  |  |
| 36 | Трећи степен                 |  |  |  |  |  |
| Ринакер прекопава случајеве решене прошле године да би открио кртицу у Алијанси.                                                                       |                              |  |  |  |  |  |
| 37 | Завера је откривена          |  |  |  |  |  |
| Шлејн спаја свој ум са Никовим да би истражили нестанан Никовог оца и коначно откривају истину.                                                        |                              |  |  |  |  |  |
| 38 | Суочавање                    |  |  |  |  |  |
| Ник се удружује са својим оцем и пуковником Роуом у рушењу генерала Ринакера док су ванземаљци из алијансе препуштени сами себи.                       |                              |  |  |  |  |  |
| 39 | Одбројани дани -I део-       |  |  |  |  |  |
| Наши јунаци се удружују са свим ванземаљским расама на Земљи да се одупру надолазећој шадоенској инвазији.                                             |                              |  |  |  |  |  |
| 40 | Одбројани дани -II део-      |  |  |  |  |  |
| Након што је ЕМП бомба уништила све шадоене претња за Земљу не постоји, а Волтер Логан, Ников отац, оформљује нову Алијансу између људи и ванземаљаца. |                              |  |  |  |  |  |

## Спољни извори
- Завера Розвел: Ванземаљци, митови и легенде на веб-сајту  (језик: енглески)
- Завера Розвел: Ванземаљци, митови и легенде - упутства за игрицу
- RLJ's BKN фан страница